# Ljubijankići
Ljubijankići falu Bosznia-Hercegovinában, a Bosznia-hercegovinai Föderáció Una-Szanai kantonjában.

## Fekvése
Bosznia-Hercegovina északnyugati részén, Bihácstól légvonalban 25, közúton 36 km-re, Cazin központjától légvonalban 7, közúton 13 km-re északkeletre levő erdős, dombos vidéken, a Cazin - Gornja Koprivna - Bužim út mentén, a Brdarovac-patak völgyében fekszik. 

## Népessége
| Nemzetiségi csoport | Népesség 1991 | Népesség 2013 |
| ------------------- | ------------- | ------------- |
| Szerb               | 2             | 0             |
| Bosnyák             | 729           | 762           |
| Horvát              | 0             | 1             |
| Jugoszláv           | 1             | 0             |
| Egyéb               | 2             | 5             |
| Összesen            | 734           | 768           |

## Története
A ljubijankići muszlim gyülekezetnek 124 háztartása és két mecsete van. A régi mecset 1961-ben épült, az újonnan épült mecset építése 2001. október 13-án kezdődött, és 2007. augusztus 11-én ünnepélyes megnyitóval fejeződött be. Ennek a mecsetnek az előző imámjai: Hussein Crnkić, Abdurahman Džehverović, Ubayd Mehić, Muharem Memagić, Muharem Harbaš, Abdullah Bećirević, Zuhdija Imamović és Nuhan Dedić efendi (Zvornikból, aki 26 évig szolgált imámként a Ljubijankići gyülekezetben) voltak. Nuhan efendi után 1995 óta az imám feladatát a jelenlegi imám Fikret Crnkić efendi (Bosanska Krupából) látja el.

## Nevezetességei
- A falu új mecsete 2001 és 2007 között épült,

- A régi mecsetet 1961-ben építették.